# Paraplectanoides
Paraplectanoides Keyserling, 1886 è un genere di ragni appartenente alla famiglia Araneidae.

## Etimologia
Il nome è composto per la prima parte dal greco παρά, parà, cioè dappresso, accanto, che è simile, che somiglia, per i molti caratteri in comune con il genere desueto Plectana (Walckenaer, 1842), dell'ordine Araneae, e infine dal greco -ὁὶδες, òides, cioè paragonabile a, simile a, suffisso che ne rafforza la somiglianza.

## Distribuzione
Le due specie oggi note di questo genere sono state rinvenute in Australia (Queensland e Nuovo Galles del Sud) e in Tasmania.

## Tassonomia
A maggio 2011, si compone di due specie:
- Paraplectanoides crassipes (Keyserling, 1886)[2] - Queensland, Nuovo Galles del Sud e Tasmania
- Paraplectanoides kochi (O.P.-Cambridge, 1877) - Queensland

### Specie trasferite
- Paraplectanoides ceruleus (Simon, 1908); trasferita al genere Demadiana Strand, 1929 con la denominazione di Demadiana cerula (Simon, 1908) a seguito di un lavoro degli aracnologi Framenau, Scharff & Harvey del 2010[3].